# نيكولا روت
نيكولا روت (بالألمانية: Nicolas Roth)‏ (28 أغسطس 1990 بفورتسبورغ في ألمانيا - ) هو لاعب كرة قدم ألماني في مركز الوسط. لعب مع غرويتر فورت وفالدهوف مانهايم وفيهين فيسبادن وSpVgg Greuther Fürth II ‏.

## وصلات خارجية
- نيكولا روث على موقع قاعدة بيانات كرة القدم.إي يو (الإنجليزية)
- نيكولا روث على موقع بيانات كرة القدم. دي إي (الألمانية)